# 1. armadna skupina (ZDA)
1. armadna skupina (izvirno angleško First United States Army Group; kratica FUSAG) je bila fantomska armadna skupina v sestavi Kopenske vojske Združenih držav Amerike med drugo svetovno vojno.

## Zgodovina
Armadna skupina je bila ustanovljena 19. oktobra 1943 z namenom ustvariti načrte za odprtje zahodne fronte ter nadzorovati vse vojaške enote Kopenske vojske ZDA, ki naj bi sodelovale pri invaziji na Evropo.
Toda 1. julija 1944 so bile skoraj vse operativne enote dodeljene 12. armadni skupini, FUSAG pa je prevzela nalogo fantomske enote. Z njenim obstojem so prepričevali Nemce, da se bodo zavezniki izkrcali v Pas-de-Calaisu, ne pa v Normandiji. Po uspešno izvedeni invaziji je bila armadna skupina, čeprav fantomska, nepotrebna in je bila tako 18. oktobra 1944 uradno razpuščena.

## Organizacija
- 14. ameriška armada
- 4. britanska armada

## Poveljstvo
- generalporočnik Omar Nelson Bradley: 19. oktober 1943–18. oktober 1944